# Betta hipposideros
Betta hipposideros är en fiskart som beskrevs av Ng och Kottelat, 1994. Betta hipposideros ingår i släktet Betta och familjen Osphronemidae. IUCN kategoriserar arten globalt som sårbar. Inga underarter finns listade.